# Geelsnavelgors
De geelsnavelgors (Arremon flavirostris) is een zangvogel uit de familie Emberizidae (gorzen).

## Verspreiding en leefgebied
Deze soort telt 2 ondersoorten:
- A. f. flavirostris: centraal en oostelijk Brazilië.
- A. f. polionotus: oostelijk Bolivia, zuidoostelijk Brazilië, Paraguay en noordoostelijk Argentinië.